# Таємні милості
«Таємні милості» — радянський двосерійний телефільм 1989 року, знятий режисером Олегом Тулаєвим на кіностудії «Молдова-фільм».

## Сюжет
За мотивами однойменного роману В. Михальського. Дія фільму відбувається у невеликому південному містечку, основна проблема якого — відсутність безперебійного водопостачання. Молодий заступник голови міськвиконкому пропонує прискорити будівництво водоводу, провівши його через селище «Шанхай», самовільно забудоване людьми, тим самим позбавляючи сотні сімей даху над головою.

## У ролях
- Володимир Князєв — Георгій
- Ірина Шевчук — Надія Михайлівна
- Олена Борзова — Катя
- Борис Іванов — Олексій Петрович Калабухов
- Васіле Тебірце — Алі
- Юрій Шликов — Гвоздюков
- Майя Булгакова — мати Георгія
- Ян Янакієв — Юрій Михайлович Антонов
- Дмитро Наливайчук — Семенов
- Володимир Толубєєв — епізод
- Є. Алещенко — епізод
- М. Бесараб — епізод
- Володя Василенко — епізод
- І. Ганзен — епізод
- М. Іванова — епізод
- Тетяна Кричевська — епізод
- Г. Кукушкін — епізод
- О. Медведєва — епізод
- С. Мартюк — епізод
- Є. Максименко — епізод
- С. Матеух — епізод
- А. Остапова — епізод
- С. Смольський — епізод
- Альвіан Фомін — епізод
- А. Чугунова — епізод
- Сашенька Волкова — епізод
- Стасик Целукідзе — епізод
- Наталя Целукідзе — епізод

## Знімальна група
- Режисер — Олег Тулаєв
- Сценарист — Вацлав Михальський
- Оператор — Олександр Майка
- Композитор — Геннадій Трофімов
- Художник — Федір Лупашко